# Carpelimus cyprensis
Carpelimus cyprensis – gatunek chrząszcza z rodziny kusakowatych i podrodziny kozubków.

## Taksonomia
Gatunek ten opisany został po raz pierwszy w 2019 roku przez Michaiła Gildienkowa i Marca Tronqueta na łamach „Baltic Journal of Coleopterology”. Jako lokalizację typową wskazano Miliou w cypryjskim dystrykcie Pafos. Epitet gatunkowy oznacza po łacinie „cypryjski”.
W obrębie rodzaju Carpelimus gatunek ten sklasyfikowano w należącej do podrodzaju Trogophloeus grupie gatunków siculus. W regionie śródziemnomorskim grupę tę reprezentują również C. hilfi, C. peloponnensis, C. siculus, C. zellichi, a być może też C. rivus.

## Morfologia
Chrząszcz o wydłużonym ciele długości około 2 mm, lekko błyszczącym, ubarwionym czarno z czarnobrązowymi odnóżami, porośniętym jasnymi i krótkimi szczecinkami. Głowa jest szersza niż dłuższa, u nasady szczególnie szeroka, w części szyjnej wyraźnie zwężona, gęsto szagrynowana, zaopatrzona w duże i wypukłe oczy złożone, o połowę krótsze i zaokrąglone skronie oraz dość krótkie czułki z członami od pierwszego do trzeciego wydłużonymi, czwartym i piątym tak długimi jak szerokimi, od szóstego do dziesiątego poprzecznymi, a jedenastym stożkowatym. Przedplecze jest gęsto szagrynowane, najszersze w przedniej ⅓, w połowie długości o bokach zaokrąglonych, na dysku z parą podłużnych, owalnych wcisków i kolejną parą półksiężycowatych wcisków u podstawy. Pokrywy mają między delikatnymi, dość drobnymi, gęsto rozmieszczonymi punktami wyraźnie wyniesioną rzeźbę. Powierzchnia odwłoka jest wyraźnie szagrynowana.

## Ekologia i występowanie
Owad endemiczny dla Cypru, znany tylko z miejsca typowego na zachodzie wyspy. Spotykany na wybrzeżach potoku Kolokouri, płynącego w otoczeniu wapiennych ścian. Stanowisko to cechowało się dość znacznym zacienieniem i roślinnością przejściową pomiędzy lasem a fryganą.